# Evy Berggren
Evy Margareta Berggren (Skellefteå, 16 juni 1934 - 5 december 2018) was een Zweeds turnster. 
Berggren won in 1950 de wereldtitel in de landenwedstrijd in de meerkamp behaalde zij een vierde plaats.
Tijdens de Olympische Zomerspelen 1952 won Berggren de gouden medaille in de landenwedstrijd draagbaar gereedschap.
Twee jaar later tijdens de wereldkampioenschappen won Berggren de bronzen medaille op sprong.
Bij Berggren haar tweede spelen moest zij genoegen nemen met de zilveren medaille in de landenwedstrijd draagbaar gereedschap.

## Resultaten

### Olympische Zomerspelen
| Jaar | Plaats    | Resultaten                                                                              |
| ---- | --------- | --------------------------------------------------------------------------------------- |
| 1952 | Helsinki  | in de landenwedstrijd draagbaar gereedschap 4e in de landenwedstrijd 36e in de meerkamp |
| 1956 | Melbourne | in de landenwedstrijd draagbaar gereedschap 8e in de landenwedstrijd 49e in de meerkamp |

### Wereldkampioenschappen turnen
| Jaar | Plaats | Resultaten                                |
| ---- | ------ | ----------------------------------------- |
| 1950 | Bazel  | in de landenwedstrijd · 4e in de meerkamp |
| 1954 | Rome   | op sprong                                 |

1952: Evy Berggren, Vanja Blomberg, Ann-Sofi Colling, Karin Lindberg, Hjördis Nordin, Göta Pettersson, Gun Röring, Ingrid Sandahl ·
1956: Andrea Bodó, Erzsébet Gulyás, Ágnes Keleti, Alíz Kertész, Margit Korondi, Olga Tass